# 우즈베키스탄의 경제
우즈베키스탄의 경제는 독립 이후 시장 경제로의 전환이 느린 소련식 지휘경제로 계속 존속하고 있다. 정부 경제 정책 개혁의 진행은 조심스러웠지만, 누적된 우즈베키스탄은 훌륭한 성과를 보여주었다. 우즈베키스탄의 제한적인 무역 정권과 일반적으로 개입주의 정책은 계속해서 경제에 부정적인 영향을 미치고 있다. 특히 이러한 분야에서 상당한 구조 개혁이 필요하다. 외국인 투자자들의 투자 환경을 개선하고 은행 시스템을 강화하며 농업 부문을 국가 통제로부터 해방시키는 것이다. 주요 수입제한 조치와 이웃나라 카자흐스탄, 키르기스스탄, 타지키스탄과의 국경의 산발적 폐쇄 등 환산 능력 제한 등 정부의 경제활동 통제조치에 대한 규제로 국제대출기관들의 영업정지 조치가 잇따르고 있다.
IMF와 긴밀히 협력하면서, 정부는 인플레이션과 예산 적자를 줄이는데 상당한 진전을 이루었다. 비록 일부 행정상의 제약이 남아있지만, IMF가 고안한 안정화 프로그램의 일환으로 2003년에 국가 통화가 전환 가능하게 되었다. 농업과 제조업은 각각 GDP의 약 1/4을 차지하는 등 경제에 균등하게 기여하고 있다. 우즈베키스탄은 주요 생산국이자 수출국이다. 우즈베키스탄은 독립 이후 면화의 중요성이 현저히 감소하였다. 우즈베키스탄은 세계에서 가장 큰 노천 금광으로 금을 많이 생산하고 있다. 또한, 은, 전략 광물, 가스 및 석유가 상당히 매장되어 있다.

## GDP 및 고용
이 도표는 국제 통화 기금(IMF)이 추산한 1995년 우즈베키스탄 국내총생산(GDP) 추이를 수백만 숨 단위로 나타낸 것이다. 이 도표는 또한 동일한 출처의 인플레이션과 우즈베키스탄 중앙은행의 연말 환율의 척도로 소비자 물가지수(CPI)를 보여준다. 2006년 구매력 평가에서 달러화는 340숨에 거래된다.
| 연도   | GDP (불변가격) | 미국 달러 거래소 | CPI (2000=100) |
| ------ | -------------- | ---------------- | -------------- |
| 1992년 | 330,042        | 1숨              | 0.07           |
| 1995년 | 302,790        | 36숨             | 20             |
| 2000년 | 356,325        | 325숨            | 100            |
| 2003년 | 402,361        | 980숨            | 166            |
| 2006년 | 497,525        | 1,240숨          | 226            |

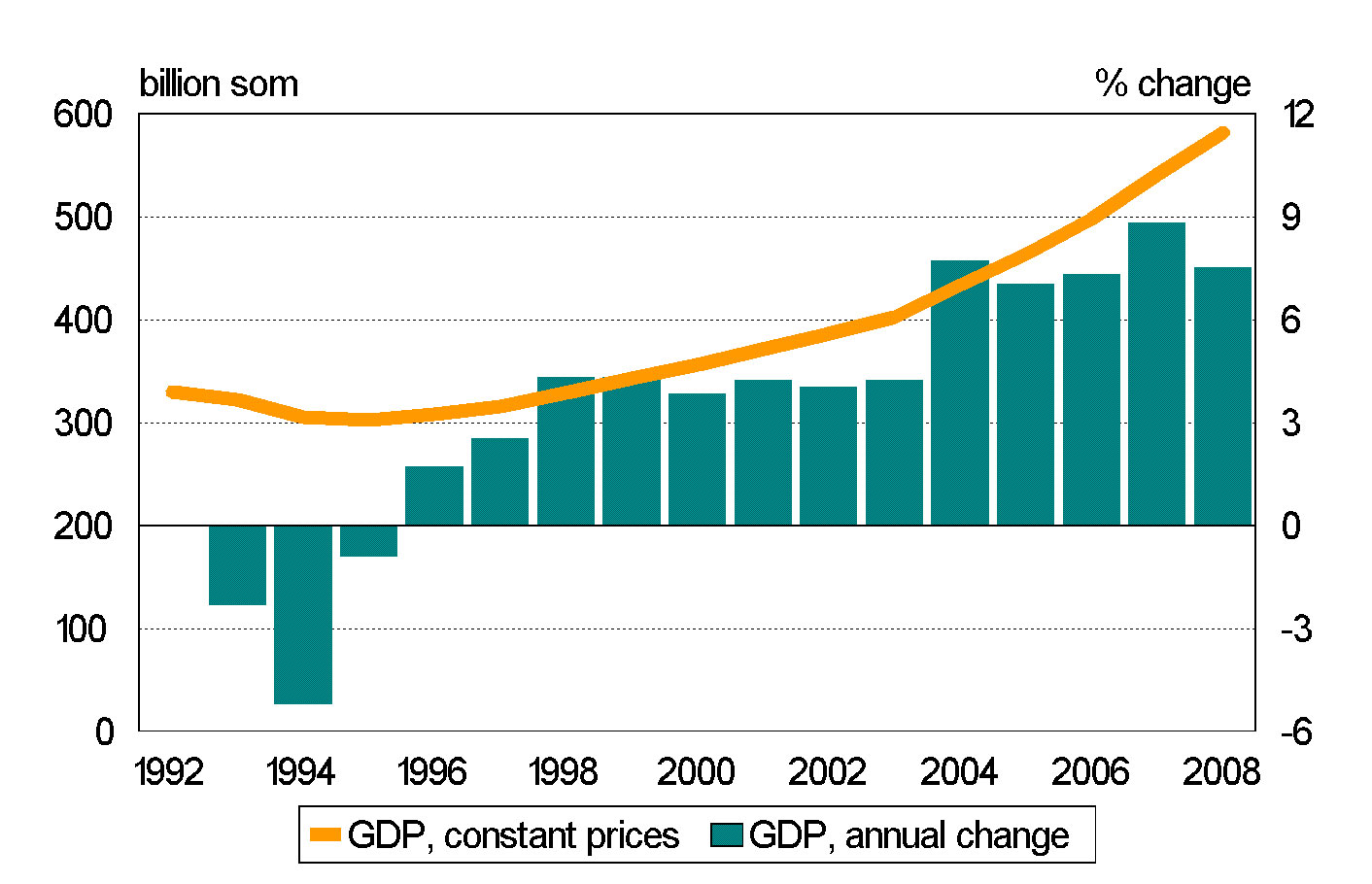
우즈베키스탄: 1992년~2008년 정가의 GDP 성장

모든 CIS 국가들과 마찬가지로 우즈베키스탄의 GDP는 정책 개혁의 누적 효과가 느껴지기 시작하면서 과도기 첫 해에 감소했다가 1995년 이후에 회복되었다. 1998년과 2003년 사이에 매년 4%씩 증가했으며 그 이후로는 매년 7~8%까지 가속화되고 있다. 2011년에는 증가율이 9%에 달했다.
경제가 성장함에 따라, 총 취업자 수는 1995년 850만 명에서 2011년 1350만 명으로 증가했다. 노동인구의 건강한 증가율은 같은 기간 GDP 증가율(64% 참조)에 뒤처졌으며, 이는 노동 생산성의 상당한 증가를 의미한다. 공식 실업률은 매우 낮다. 2005년~2006년 정부 노동 교류에 등록된 구직자는 3만 명 미만이었다. 반면, 고용 부족은, 특히 전체 고용의 28%를 차지하는 농업에서 상당히 높은 것으로 알려져 있으며, 이들 중 다수는 소규모 가계도에서 단시간 근무제로 일하고 있다. 그러나 신뢰할 수 있는 노동력 조사 부재로 인해 신뢰할 수 있는 수치는 얻을 수 없다.

## 물가 및 통화정책
우즈베키스탄은 독립 직후(1992년~1994년) 연간 약 1000%의 급격한 인플레이션을 경험했다. 국제 통화 기금(IMF)의 적극적 지침에 따라 시행된 안정화 노력은 1997년에 50%로 낮아진 후 2002년에 22%로 낮아지면서 빠르게 성과를 거두었다. 2003년 이후로 연간 인플레이션율은 평균 10% 미만이었다.
독립 초기 특징인 극심한 인플레이션 압력은 불가피하게 국가 통화의 급격한 가치 하락으로 이어졌다. 소련 시절 계승된 "상설" 루블이자 그 후계자인 1993년 11월 루블 대비 1:1 비율로 도입된 일시적인 "쿠폰 숨"인 우즈베키스탄의 첫 번째 통화 환율은 100루블/에서 상승했다. 1992년 초에 US$에서 1994년 4월 중순에 3627루블(또는 쿠폰 숨)까지. 1994년 7월 1일, "쿠폰 숨"은 1000:1의 비율로 영구 신우즈베키스탄 숨(UZS)으로 대체되었고, 새로운 국가 통화의 시작 환율은 7숨/US$로 책정되어 4월 중순 이후 거의 두 배나 하락하였다. 1994년 7월과 12월 사이의 첫 6개월 동안, 국가 통화는 25숨/US$까지 하락했고 2002년 12월까지 빠른 속도로 하락세를 지속했다. 2002년 12월 환율은 8년 반 전 시작 환율의 138배 또는 초기 환율의 10,000배에 달했다. 독립 선언 직후인 1992년 그 후 물가 상승률을 극적으로 낮춘 정부의 안정 프로그램에 대한 대응으로 숨의 가치 하락은 사실상 멈췄다. 이후 4년(2003년~2007년) 동안 미국 달러화에 대한 숨의 환율은 2012년 5월 969숨에서 1865숨으로 1.33배 증가하는 데 그쳤다.

## 은행업무
우즈베키스탄의 은행들은 대체로 국가가 지배하는 지역 경제에서 상당히 안정적인 실적을 보여 왔다. 부문 안정성은 현재 급속한 경제 성장, 외부 금융 시장에 대한 낮은 노출, 그리고 강력한 외부 및 재정 지위에 의해 뒷받침되고 있다. 하지만 취약한 지배구조와 리스크 관리, 빠른 최근 자산 증가, 상당한 부실채권 및 문제자산 인수 등으로 인해 경기 충격에 취약하다. 은행들의 외화 의무, 특히 무역 금융에서 발생하는 의무는 기존의 외환 제약으로 인해 특히 취약하다.
피치 그룹에 따르면, 경기 추세가 역전될 경우 자산 품질 악화의 위험이 현저하다. 자금 조달 기준은 주로 기업의 경상 계좌에서 주로 단기적으로 조달되는 반면, 소매 자금은 총 예금의 25%에 불과하다. 장기 자금은 재정부와 기타 국가 기관에서 제공하며, 부문 부채의 상당 부분을 차지한다. 외국인 자금은 적으며, 총 부채의 약 10%로 추산되며, 추가 차입 계획은 보통 수준이다. 유동성 관리는 깊은 자본 시장의 부족으로 인해 제약을 받고 있으며, 일반적으로 은행들은 대차대조표에 상당한 현금 보유액을 보유하고 있는 경향이 있다. 자본의 품질은 때때로 신용손상을 인식하기 위한 덜 보수적인 규제요건과 비핵심자산에 대한 투자로 인해 손상된다.

## 관광업
실크로드의 3대 도시는 우즈베키스탄에 위치해 있는데, 바로 히바, 부하라, 사마르칸트이다. 우즈베키스탄에는 잘 연결된 많은 관광지가 있다. 우즈베키스탄에는 5개의 유네스코 세계유산이 있으며 30개의 유네스코 세계유산이 잠정 등재되어 있다.